# Chira micans
Chira micans är en spindelart som först beskrevs av Simon 1902.  Chira micans ingår i släktet Chira och familjen hoppspindlar. Inga underarter finns listade i Catalogue of Life.